# ألكسي فاستين
ألكسي فاستين (بالفرنسية: Alexis Vastine)‏ ‏(17 نوفمبر 1986 - 19 مارس 2015) هو ملاكم أولمبي فرنسي. فاز بالميدالية البرونزية في الألعاب الأولمبية الصيفية 2008. قتل في حادثة التصادم الجوي في فيا كاستيلي 2015.

## السيرة الذاتية

### السيرة الرياضية
في عام 2004 بطولة العالم للناشئين، وقد طرق من قبل أمير خان في وخفيفة الوزن وفاز بالميدالية البرونزية.
في كبار بطولة العالم في شيكاغو عام 2007، انه من برادلي سوندرز في فوضى صغار ولكن تأهل لدورة الألعاب الاولمبية.
في دورة الألعاب الاولمبية عام 2008، وصل فاستين الدور قبل النهائي حيث واجه مانويل دياز فيليكس من جمهورية الدومينيكان. مع فاستين الرائدة من قبل اثنين في الجولة الاخيرة، أدلى مقاتلة الدومينيكان عودة والانتصار في المعركة. فقد فاستين المباراة نقطتين بعد التعرض للعقاب مرتين من قبل الحكم، وبعد أربع نقاط تخصم من رصيده. أبلغت فرنسا 24

### الوفاة
يوم 9 مارس عام 2015، كجزء من مجموعة من نجوم الرياضة الفرنسية المشاركة في تلفزيون الواقع تدعى مسقطة، كان فاستين واحد من 10 شخصا الذين لقوا حتفهم عندما اصطدمت طائرات هليكوبتر في الجو أثناء تصوير في شمال غرب الأرجنتين. أخته البالغة من العمر 21 عاما، وهو أيضا الملاكم الهواة الموهوبين، قد قتل في حادث سيارة في فرنسا قبل شهرين فقط

## الجوائز والألقاب

### الألعاب الأولمبية
- برونزية ميدالية برونزية في الألعاب الأولمبية الصيفية 2008 في بكين في  الصين.

### بطولات العالم
- ذهبية ميدالية ذهبية في بطولة العالم العسكرية 2014 في ألماتي (كازاخستان).
- ذهبية ميدالية ذهبية في بطولة العالم العسكرية 2011 في ريو دي جانيرو (البرازيل).
- ذهبية ميدالية ذهبية في بطولة العالم العسكرية 2010 في قاعدة سلاح مشاة البحرية كامب لوجون (الولايات المتحدة).
- ذهبية ميدالية ذهبية في بطولة العالم العسكرية 2008 في باكو (أذربيجان).
- برونزية ميدالية برونزية في بطولة العالم للأصاغر 2008 في كوريا الجنوبية.

### بطولات أوروبا
- فضية ميدالية فضية في بطولة أوروبا 2010 في موسكو (روسيا).
- برونزية ميدالية برونزية في بطولة أوروبا للأصاغر 2005 في إستونيا.

### بطولات فرنسا
- ذهبية ميدالية ذهبية في بطولة فرنسا 2009.
- ذهبية ميدالية ذهبية في بطولة فرنسا 2007.
- ذهبية ميدالية ذهبية في بطولة فرنسا 2006.
- ذهبية ميدالية ذهبية في بطولة فرنسا للأصاغر 2004.
- ذهبية ميدالية ذهبية في بطولة فرنسا للأصاغر 2003.

### أخرى
- ذهبية ميدالية ذهبية في ألعاب البحر الأبيض المتوسط 2009 في بسكارا (إيطاليا).
- ذهبية ميدالية ذهبية في الألعاب الفرانكوفونية 2005 في نيامي (النيجر).
- ذهبية ميدالية ذهبية في كأس رابطة الملاكمة الدولية للرئيس 2009 في باكو (أذربيجان).
- برونزية ميدالية برونزية في كأس العالم لرابطة الملاكمة الدولية 2008 في موسكو (روسيا).
- فضية ميدالية فضية في كأس محمد السادس 2006 في فاس (المغرب).
- ذهبية ميدالية ذهبية في دورة بلغراد 2012 في بلغراد (صربيا).
- فضية ميدالية فضية في دورة دبرتسن 2009 في دبرتسن (المجر).
- فضية ميدالية فضية في دورة دبرتسن 2008 في دبرتسن (المجر).
- ذهبية ميدالية ذهبية في دورة الدول الأربع 2007 في كاليه (فرنسا).
- ذهبية ميدالية ذهبية في كأس برادنبورغ 2005 في فرانكفورت (ألمانيا).

## تشريفات
- فارس وسام الاستحقاق الوطني الفرنسي في 2008.

## مقالات ذات صلة
- حادثة التصادم الجوي في فيا كاستيلي 2015.

## روابط خارجية
- ألكسي فاستين على موقع اللجنة الأولمبية الدولية (الإنجليزية)
- ألكسي فاستين على موقع أوليمبيديا (الإنجليزية)
- ألكسي فاستين على موقع اللجنة الأولمبية الفرنسية (مؤرشف) (الفرنسية)